# Dzwonek rowerowy

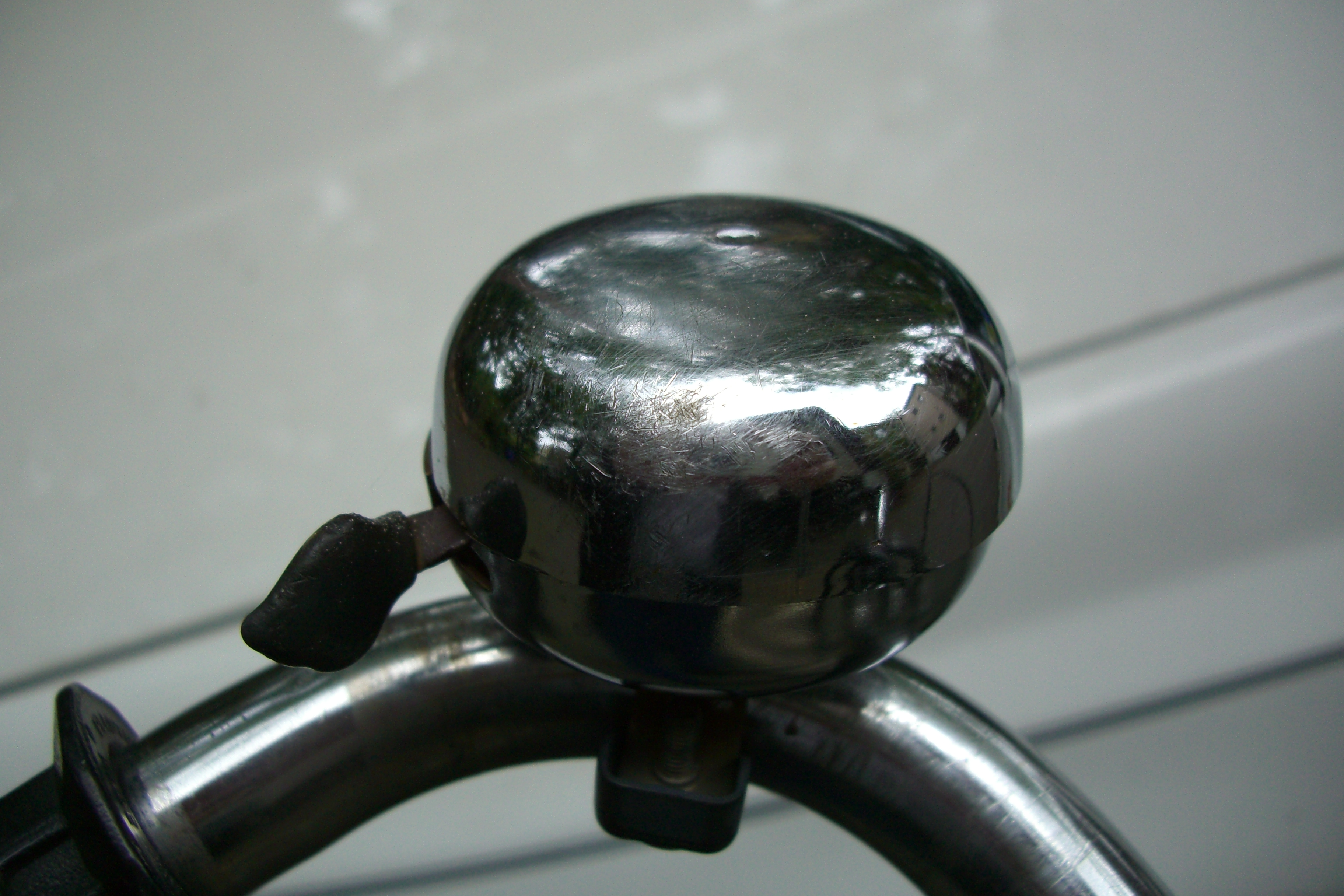
Prosty dzwonek rowerowy

Dzwonek – urządzenie ostrzegawcze przy rowerze, odpowiednik samochodowego klaksonu. Swoim dźwiękiem ostrzega innych uczestników ruchu o nadjeżdżającym rowerze. Istnieją różne konstrukcje dzwonków: od najprostszych, w których uderza się w metalową czaszę plastikowym elementem (kołatką) ze sprężyną, aż po bardziej skomplikowane, w których przesuwając palcem dźwignię uruchamia się cały mechanizm, mający za zadanie wydać z dzwonka dźwięk.
Dzwonki mocuje się zwykle do kierownicy lub do mostka.
Za wynalazcę dzwonka rowerowego jest uważany John Richard Dedicoat.